# Hrobka Hrubých z Gelenj
Hrobka Hrubých z Gelenj (Jelení), také hrobka Hrubých-Gelenj je pohřební kaple rodiny barona Josefa Hrubého zasvěcená svatému Kříži. Nachází se na oploceném pietním území při ulici Nebovidská v Červených Pečkách v okrese Kolín. Pozdně empírová stavba z let 1845–1846 je památkově chráněna. Šlechtický rod Hrubých-Gelenj ji vlastnil do 21. století, pak k ní držel vlastnické právo  Filip Sternberg.

## Historie a architektura

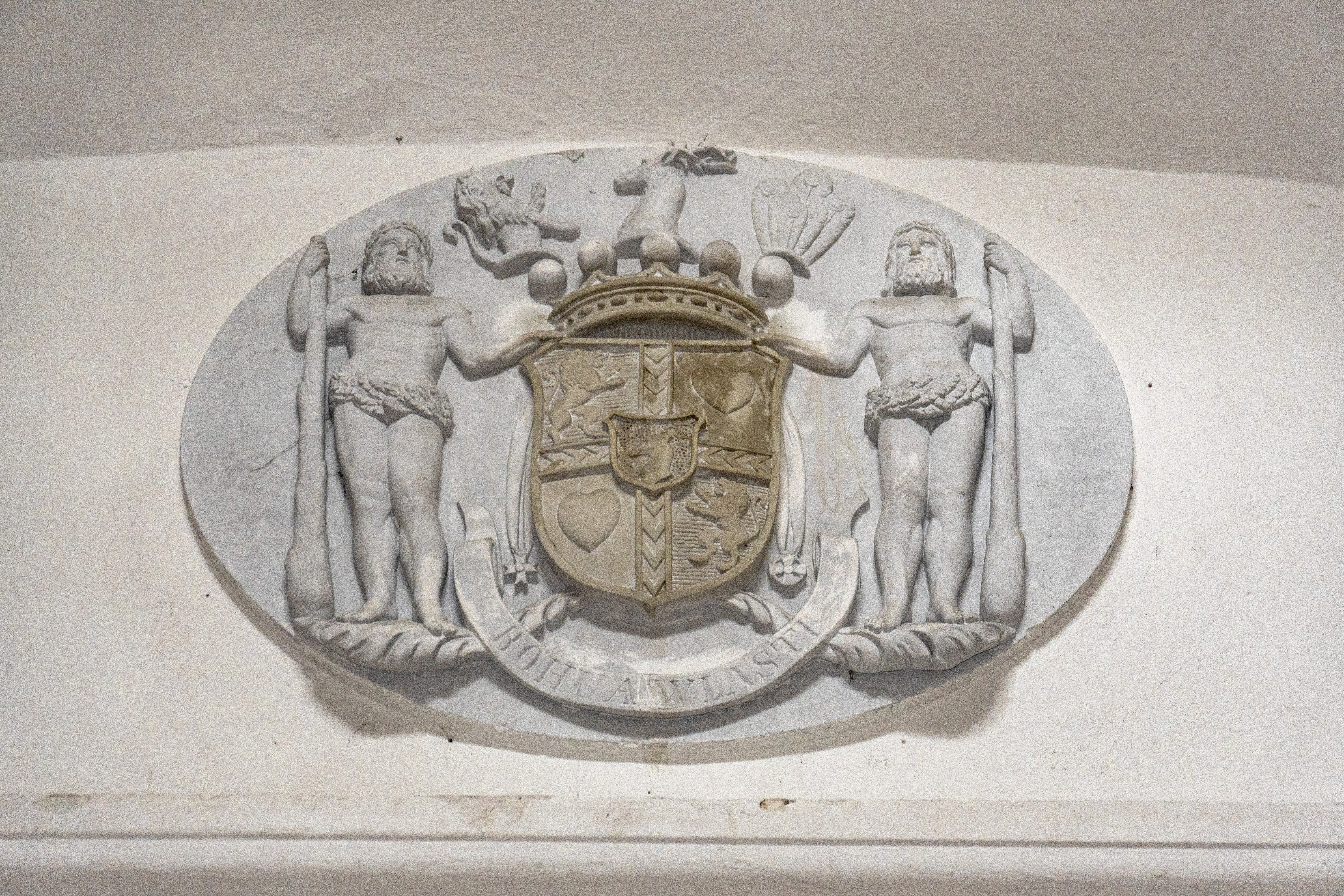
Znak Hrubých z Gelenj v kapli sv. Kříže

Rytířský rod Hrubý-Gelenj (tehdy Hrubý ze Schwanenheimu, německy von Hrubý und Schwanenheim) zakoupil panství a zámek Červené Pečky v roce 1794. V roce 1814 byli bratři Josef Richard (1776–1860) a Karel (1778–1838) povýšeni do panského stavu (baron) s predikátem von Löwenherz Hrubý und Gelenj.
Josef Richard Hrubý-Gelenj nechal rodovou hrobku postavit v pozdně empírovém stylu v letech 1845–1846 na místě zaniklého hřbitovního kostela Všech svatých. Původní kostel byl snad nejdříve vybudován v renesančním stylu, nově pak byl postaven asi v roce 1680. V roce 1742 byl zrušen spolu s kostnicí a nakonec zbořen v roce 1796. Současná pohřební kaple byla zasvěcena svatému Kříži a podle pamětního zápisu ji vysvětil 30. března 1896 Edvard Jan Nepomuk Brynych, 19. královéhradecký biskup (1892–1902).
Jednoduchá sepulkrální stavba stojí na čtvercovém půdoryse o rozměrech deset krát deset metrů. Její stěny jsou členěny pravidelnými horizontálními linkami a ukončené profilovanou korunní římsou s vlysem. Nad římsou přes celou západní stranu prochází latinský nápis o stavbě: JOSEPHUS LIBER BARO HRUBÝ de GELENJ CINERI PROPRIO et POSTER. POSUIT MDCCCXLVI. Uprostřed západní strany je odsazené vstupní průčelí s pískovcovým portálem mezi dvěma dórskými sloupy. Nad středem nízké jehlancové střechy se zdvíhá světlíková věžička s dvojicí čtvercových oken, ukončená křížem na vrcholu. Na východní straně pod půlkruhovým oknem se nachází představěná předsíň, která je vchodem do podzemní hrobky.
V roce 1999 byly opraveny fasády a interiér kaple, v roce 2019 byla vyměněna střecha.

## Interiér

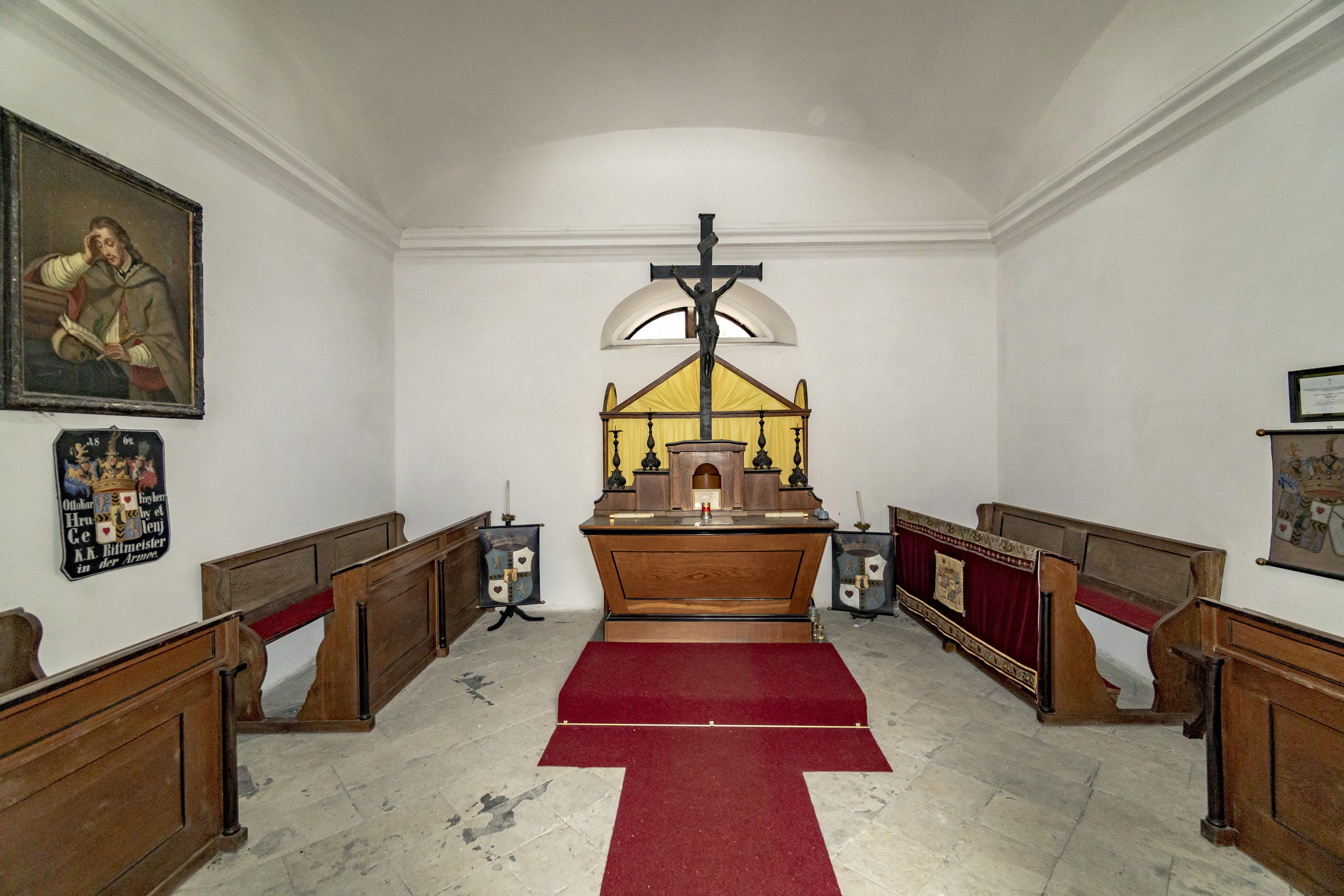
Interiér kaple

U východní stěny stojí dřevěný oltář s krucifixem. Podél severní a jižní stěny jsou umístěny vždy dvě lavice. Interiér zdobí několik erbů. Nad vstupními dveřmi je tesaný pískovcový znak Hrubých-Gelenj, další dva na textiliích jsou zavěšeny na svícnech po stranách oltáře. Na levé (severní) boční stěně visí obraz sv. Jana Nepomuckého z konce 19. století, pod ním je erb Otakara Hrubého-Gelenj (1862). Na protější (jižní) stěně visí parte hraběnky Marie Josefy Hrubé-Gelenj (16. 4. 1924 Červené Pečky – 30. 9. 1996 Praha), provdané za Maximiliana Thurn-Valsassinu (5. 12. 1910 Vídeň – 29. 6. 1991 Vídeň), která je pochována v rodové hrobce svého manžela v Bleiburgu (Pliberku) v Korutanech (Rakousko). Pod parte je vyobrazen alianční znak rodů Hrubých-Gelenj a Wintzingerode.

## Seznam pohřbených
Do krypty pod kaplí byly uloženy ostatky osmi příslušníků rodu Hrubých-Gelenj a jejich příbuzných. V areálu vlevo před hrobkou jsou pohřbeni Josef Karel Hrubý-Gelenj (1866–1943), jeho žena Karola (Karolína, Charlotta; 1889–1952) a jejich nejstarší syn Jaromír (1922–2012), vedle pak jejich dcery Anna (1926–2023) a  Karolina (1931–2024). Vpravo je pohřbena Marie Bukuwková z Bukuwky, rozená Stillfried-Rathenitz (1845–1929).

### Chronologicky podle data úmrtí
V tabulce jsou uvedeny základní informace o pohřbených. Fialově jsou vyznačeni příslušníci rodu Hrubých, žlutě jsou vyznačeny manželky přivdané do rodiny. Pohřbení před hrobkou jsou v tabulce označeni zeleně. Červeně jsou zvýrazněni majitelé statku Červené Pečky. Generace jsou počítány od Josefa Tadeáše Hrubého († po 1763), primátora v Mladé Boleslavi, jehož syn  Leopold Hrubý ze Schwanenheimu (1740–1809) byl v roce 1787 povýšen do rakouského šlechtického stavu (von Hrubý und Schwanenheim) a v roce 1793 do rakouského rytířského stavu. U manželek je generace v závorce a týká se generace manžela. U Marie Bukuwkové není generace uvedena.
| Po-řadí | Gene-race                      | Jméno pohřbeného                                          | Datum a místo narození                 | Otec                                                                    | Datum a místo sňatku, choť                                                                       | Pohřeb a uložení do hrobky | Poznámky |
| Po-řadí | Gene-race                      | Jméno pohřbeného                                          | Datum a místo úmrtí                    | Matka                                                                   | Datum a místo sňatku, choť                                                                       | Pohřeb a uložení do hrobky | Poznámky |
| ------- | ------------------------------ | --------------------------------------------------------- | -------------------------------------- | ----------------------------------------------------------------------- | ------------------------------------------------------------------------------------------------ | --- | --- |
| 1.      | 3.                             | Josef Richard Hrubý z Gelenj                              | 29. 1. 1776 Praha                      | Leopold Hrubý ze Schwanenheimu 25. 11. 1740 – 4. 9. 1809 Červené Pečky  | 22. 8. 1819 Simerode: Karolína Augusta z Wintzingerode a Adelsbornu (č. 3)                       | | Rakouský stav svobodných pánů (1814), c. k. major, člen české Noblegardy, nositel Českého šlechtického kříže, majitel statku Červené Pečky a Hranice. |
| 1.      | 3.                             | Josef Richard Hrubý z Gelenj                              | 20. 1. 1860 Červené Pečky              | Josefa z Bachmannu 25. 8. 1755 – 28. 5. 1817 Červené Pečky              | 22. 8. 1819 Simerode: Karolína Augusta z Wintzingerode a Adelsbornu (č. 3)                       | | Rakouský stav svobodných pánů (1814), c. k. major, člen české Noblegardy, nositel Českého šlechtického kříže, majitel statku Červené Pečky a Hranice. |
| 2.      | 4.                             | Otakar Hrubý z Gelenj                                     | 14. 5. 1836 Praha                      | Josef Richard Hrubý z Gelenj (č. 1)                                     |                                                                                                  | | C. k. rytmistr, nositel Vojenského záslužného kříže s válečnou dekorací, zemřel při nehodě na lovu. |
| 2.      | 4.                             | Otakar Hrubý z Gelenj                                     | 16. 9. 1862 Salaberg                   | Karolína Augusta z Wintzingerode a Adelsbornu (č. 3)                    |                                                                                                  | | C. k. rytmistr, nositel Vojenského záslužného kříže s válečnou dekorací, zemřel při nehodě na lovu. |
| 3.      | (3.)                           | Karolína Augusta z Wintzingerode a Adelsbornu             | 7. 10. 1798 Adelsborn (Prusko)         | Arnošt z Wintzingerode a Adelsbornu                                     | 22. 8. 1819 Simerode: Josef Richard Hrubý z Gelenj (č. 1)                                        | | Narodily se jí následující děti: - 1. Klotilda Amálie, provd. ze Sprinzensteinu (1820–1896) - 2. Natálie, provd. z Hansteinu (1824–1889) - 3. Theodor (1826–1914; č. 4) - 4. Ludvina, provd. von Waldburg zu Zeil und Trauchburg (1834–1901) - 5. Otakar (1836–1862; č. 2) |
| 3.      | (3.)                           | Karolína Augusta z Wintzingerode a Adelsbornu             | 22. 12. 1883 Červené Pečky             | Ludovina z Steinmetzenu                                                 | 22. 8. 1819 Simerode: Josef Richard Hrubý z Gelenj (č. 1)                                        | | Narodily se jí následující děti: - 1. Klotilda Amálie, provd. ze Sprinzensteinu (1820–1896) - 2. Natálie, provd. z Hansteinu (1824–1889) - 3. Theodor (1826–1914; č. 4) - 4. Ludvina, provd. von Waldburg zu Zeil und Trauchburg (1834–1901) - 5. Otakar (1836–1862; č. 2) |
| 4.      | 4.                             | Theodor (Bohdan) Hrubý z Gelenj                           | 4. 2. 1826 Červené Pečky               | Josef Richard Hrubý z Gelenj (č. 1)                                     | 20. 10. 1863 Praha: Karolína z Ledebur-Wichelnu (č. 7)                                           | | C. k. komoří (1862), major v záloze, majitel statku Červené Pečky. |
| 4.      | 4.                             | Theodor (Bohdan) Hrubý z Gelenj                           | 16. 10. 1914 Červené Pečky             | Karolína Augusta z Wintzingerode a Adelsbornu (č. 3)                    | 20. 10. 1863 Praha: Karolína z Ledebur-Wichelnu (č. 7)                                           | | C. k. komoří (1862), major v záloze, majitel statku Červené Pečky. |
| 5.      | 5.                             | Adolf Jan Hrubý-Gelenj                                    | 9. 1864 Červené Pečky                  | Theodor (Bohdan) Hrubý z Gelenj (č. 4)                                  |                                                                                                  | | |
| 5.      | 5.                             | Adolf Jan Hrubý-Gelenj                                    | 15. 9. 1925 Möckern bei Leipzig        | Karolína z Ledebur-Wichelnu (č. 7)                                      |                                                                                                  | | |
| 6.      |                                | Marie Bukuwková z Bukuwky, rozená Stillfried-Rathenitz    | 15. 1. 1845 Vizovice                   | Filip František Stillfried-Rathenitz                                    | 16. 8. 1887 Vizovice: Jaromír Zikmund Bukuwka z Bukuwky 13. 5. 1845 Brno – 3. 6. 1936 Kroměříž   | Pohřbena před hrobkou vpravo. | Dáma Řádu hvězdového kříže. Narodily se jí následující dcera: - Karola (Karolína, Charlota, Sarolta; 1889–1952; č. 10) Manžel byl pohřben v Dobromilicích. |
| 6.      | 24. 11. 1929 Valašské Meziříčí | Marie Bukuwková z Bukuwky, rozená Stillfried-Rathenitz    | Marie Hermina Batthyány de Német-Ujvár |                                                                         | 16. 8. 1887 Vizovice: Jaromír Zikmund Bukuwka z Bukuwky 13. 5. 1845 Brno – 3. 6. 1936 Kroměříž   | Pohřbena před hrobkou vpravo. | Dáma Řádu hvězdového kříže. Narodily se jí následující dcera: - Karola (Karolína, Charlota, Sarolta; 1889–1952; č. 10) Manžel byl pohřben v Dobromilicích. |
| 7.      | (4.)                           | Karolína z Ledebur-Wichelnu                               | 31. 5. 1839 Praha                      | Adolf Bennon z Ledebur-Wichelnu                                         | 20. 10. 1863 Praha: Theodor (Bohdan) Hrubý z Gelenj (č. 4)                                       | | Narodily se jí následující děti: - 1. Adolf Jan (1964–1925; č. 5) - 2. Josef Krel (1866–1943; č. 8) - 3. Johanna Karolina (1871–1946; č. 9) |
| 7.      | (4.)                           | Karolína z Ledebur-Wichelnu                               | 24. 5. 1930 Červené Pečky              | Johannna z Nostitz-Rienecku                                             | 20. 10. 1863 Praha: Theodor (Bohdan) Hrubý z Gelenj (č. 4)                                       | | Narodily se jí následující děti: - 1. Adolf Jan (1964–1925; č. 5) - 2. Josef Krel (1866–1943; č. 8) - 3. Johanna Karolina (1871–1946; č. 9) |
| 8.      | 5.                             | Josef Karel Hrubý z Gelenj                                | 28. 4. 1866 Červené Pečky              | Theodor (Bohdan) Hrubý z Gelenj (č. 4)                                  | 27. 4. 1921 Valašské Meziříčí: Karola (Sarolta, Karolína, Charlotta) Bukuwková z Bukuwky (č. 10) | Pohřben před hrobkou vlevo. | C. k. komoří (1891), nadporučík v záloze dragounského pluku č. 8, člen Akademie zemědělské, zakládající člen Jednoty český matematiků a fyziků, Astronomické společnosti, člen výboru Muzea Království českého, majitel statků Červené Pečky a Morány. |
| 8.      | 5.                             | Josef Karel Hrubý z Gelenj                                | 14. 1. 1943 Červené Pečky              | Karolína z Ledebur-Wichelnu (č. 7)                                      | 27. 4. 1921 Valašské Meziříčí: Karola (Sarolta, Karolína, Charlotta) Bukuwková z Bukuwky (č. 10) | Pohřben před hrobkou vlevo. | C. k. komoří (1891), nadporučík v záloze dragounského pluku č. 8, člen Akademie zemědělské, zakládající člen Jednoty český matematiků a fyziků, Astronomické společnosti, člen výboru Muzea Království českého, majitel statků Červené Pečky a Morány. |
| 9.      | 5.                             | Johana Karolína Hrubá z Gelenj                            | 18. 3. 1871 Červené Pečky              | Theodor (Bohdan) Hrubý z Gelenj (č. 4)                                  |                                                                                                  | | Čestná dáma ústavu šlechtičen "Maria Schul" v Brně. |
| 9.      | 5.                             | Johana Karolína Hrubá z Gelenj                            | 25. 5. 1946 Praha                      | Karolína z Ledebur-Wichelnu (č. 7)                                      |                                                                                                  | | Čestná dáma ústavu šlechtičen "Maria Schul" v Brně. |
| 10.     | (5.)                           | Karola (Sarolta, Karolína, Charlotta) Bukuwková z Bukuwky | 3. 6. 1889 Horth                       | Jaromír Bukuwka z Bukuwky 13. 5. 1845 Brno – 3. 6. 1936 Kroměříž        | 27. 4. 1921 Valašské Meziříčí: Josef Karel Hrubý z Gelenj (č. 8)                                 | Pohřbena před hrobkou vlevo. | Dáma Řádu hvězdového kříže. Narodily se jí následující děti: - 1. Jaromír (1922–2012; č. 12) - 2. Marie Josefa, provd. Thurn-Valsassina (1924–1996; pohřbena v Bleiburgu v Korutanech) - 3. Anna Marie (1926–2023; č. 13) - 4. Bedřich (1927–2024; č. 15) - 5. Alžběta, provd. Sternbergová (1929–2021; pohřbena ve Šternberské hrobce ve Stupně) - 6. Karolina (Karola; 1931–2024; č. 14) Poslední ženská příslušnice z rodu Bukuwka z Bukuwky, její nevlastní bratr Michael Zikmund (1875–1953), který zemřel rok po Karole, byl ultimus familiae. |
| 10.     | (5.)                           | Karola (Sarolta, Karolína, Charlotta) Bukuwková z Bukuwky | 2. 10. 1952 Praha                      | Marie Stillfried-Rathenitz (č. 6)                                       | 27. 4. 1921 Valašské Meziříčí: Josef Karel Hrubý z Gelenj (č. 8)                                 | Pohřbena před hrobkou vlevo. | Dáma Řádu hvězdového kříže. Narodily se jí následující děti: - 1. Jaromír (1922–2012; č. 12) - 2. Marie Josefa, provd. Thurn-Valsassina (1924–1996; pohřbena v Bleiburgu v Korutanech) - 3. Anna Marie (1926–2023; č. 13) - 4. Bedřich (1927–2024; č. 15) - 5. Alžběta, provd. Sternbergová (1929–2021; pohřbena ve Šternberské hrobce ve Stupně) - 6. Karolina (Karola; 1931–2024; č. 14) Poslední ženská příslušnice z rodu Bukuwka z Bukuwky, její nevlastní bratr Michael Zikmund (1875–1953), který zemřel rok po Karole, byl ultimus familiae. |
| 11.     | (6.)                           | Terezie Sternbergová                                      | 14. 2. 1934 Praha                      | Jiří Sternberg 10. 12. 1888 Praha – 27. 7. 1965 Bruneck, Jižní Tyrolsko | 12. 9. 1960 Český Šternberk: Bedřich Hrubý-Gelenj (č. 15)                                        | | Dáma Maltézského řádu, dáma Řádu hvězdového kříže. Bezdětná. |
| 11.     | (6.)                           | Terezie Sternbergová                                      | 29. 5. 2012 Praha                      | Kunhuta Mensdorff-Pouilly 11. 1. 1899 Praha – 19. 11. 1989 Dírná        | 12. 9. 1960 Český Šternberk: Bedřich Hrubý-Gelenj (č. 15)                                        | | Dáma Maltézského řádu, dáma Řádu hvězdového kříže. Bezdětná. |
| 12.     | 6.                             | Jaromír Hrubý-Gelenj                                      | 2. 11. 1922 Červené Pečky              | Josef Karel Hrubý z Gelenj (č. 8)                                       |                                                                                                  | Pohřben před hrobkou vlevo. Zádušní mše svatá a poslední rozloučení 27. 7. 2012 v kostele sv. Petra a Pavla v Čestíně, mši sloužil biskup František Lobkowicz; 28. 7. uložení do hrobu za účasti členů rodiny. | Čestný rytíř Maltézského řádu, majitel statků Červené Poříčí a Morány. |
| 12.     | 6.                             | Jaromír Hrubý-Gelenj                                      | 18. 7. 2012                            | Karola (Sarolta, Karolína, Charlotta) Bukuwková z Bukuwky (č. 10)       |                                                                                                  | Pohřben před hrobkou vlevo. Zádušní mše svatá a poslední rozloučení 27. 7. 2012 v kostele sv. Petra a Pavla v Čestíně, mši sloužil biskup František Lobkowicz; 28. 7. uložení do hrobu za účasti členů rodiny. | Čestný rytíř Maltézského řádu, majitel statků Červené Poříčí a Morány. |
| 13.     | 6.                             | Anna Hrubá-Gelenj                                         | 10. 9. 1926 Červené Pečky              | Josef Karel Hrubý z Gelenj (č. 8)                                       |                                                                                                  | Pohřbena před hrobkou vlevo. Zádušní mše svatá a poslední rozloučení se konalo 30. 9. 2023 v kostele sv. Petra a Pavla v Čestíně. Následující neděli 1. 10. byly ostatky uloženy do rodové hrobky.             | |
| 13.     | 6.                             | Anna Hrubá-Gelenj                                         | 17. 9. 2023 Morány                     | Karola (Sarolta, Karolína, Charlotta) Bukuwková z Bukuwky (č. 10)       |                                                                                                  | Pohřbena před hrobkou vlevo. Zádušní mše svatá a poslední rozloučení se konalo 30. 9. 2023 v kostele sv. Petra a Pavla v Čestíně. Následující neděli 1. 10. byly ostatky uloženy do rodové hrobky.             | |
| 14.     | 6.                             | Karolina Hrubá-Gelenj                                     | 22. 2. 1931 Červené Pečky              | Josef Karel Hrubý z Gelenj (č. 8)                                       |                                                                                                  | Pohřbena před hrobkou vlevo. Zádušní mše svatá a poslední rozloučení se konalo 23. 7. 2024 v kostele sv. Petra a Pavla v Čestíně. Následující den byly ostatky uloženy do rodové hrobky.                       | |
| 14.     | 6.                             | Karolina Hrubá-Gelenj                                     | 4. 7. 2024 Kolín                       | Karola (Sarolta, Karolína, Charlotta) Bukuwková z Bukuwky (č. 10)       |                                                                                                  | Pohřbena před hrobkou vlevo. Zádušní mše svatá a poslední rozloučení se konalo 23. 7. 2024 v kostele sv. Petra a Pavla v Čestíně. Následující den byly ostatky uloženy do rodové hrobky.                       | |
| 15.     | 6.                             | Bedřich Hrubý-Gelenj                                      | 8. 10. 1927 Červené Pečky              | Josef Karel Hrubý z Gelenj (č. 8)                                       | 12. 9. 1960 Český Šternberk: Terezie Sternbergová (č. 11)                                        | Zádušní mše svatá a poslední rozloučení se konalo 17. 1. 2025 v kostele sv. Petra a Pavla v Čestíně. Následně byly ostatky uloženy do rodové hrobky.                                                           | Čestný a devoční rytíř Suverénního řádu maltézských rytířů. Ultimus familiae. |
| 15.     | 6.                             | Bedřich Hrubý-Gelenj                                      | 27. 12. 2024 Uhlířské Janovice         | Karola (Sarolta, Karolína, Charlotta) Bukuwková z Bukuwky (č. 10)       | 12. 9. 1960 Český Šternberk: Terezie Sternbergová (č. 11)                                        | Zádušní mše svatá a poslední rozloučení se konalo 17. 1. 2025 v kostele sv. Petra a Pavla v Čestíně. Následně byly ostatky uloženy do rodové hrobky.                                                           | Čestný a devoční rytíř Suverénního řádu maltézských rytířů. Ultimus familiae. |

### Příbuzenské vztahy pohřbených
Následující schéma znázorňuje příbuzenské vztahy. Červeně orámovaní byli pohřbeni v hrobce nebo na pietním území, arabské číslice odpovídají pořadí úmrtí podle předchozí tabulky. Vzhledem k účelu schématu se nejedná o kompletní rodokmen Hrubých-Gelenj.
|                                              |                                              |                                              |                                              |                                              |                                              |                                   |                                   | Leopold Hrubý a Schwanenheim 1740–1809   | Leopold Hrubý a Schwanenheim 1740–1809   | Leopold Hrubý a Schwanenheim 1740–1809   | Leopold Hrubý a Schwanenheim 1740–1809   | Leopold Hrubý a Schwanenheim 1740–1809    | Leopold Hrubý a Schwanenheim 1740–1809    |                                           |                                           | Josefa z Bachmannu 1755–1817                | Josefa z Bachmannu 1755–1817                | Josefa z Bachmannu 1755–1817                | Josefa z Bachmannu 1755–1817                | Josefa z Bachmannu 1755–1817                              | Josefa z Bachmannu 1755–1817                              |                                                           |                                                           |                                                           |                                                           |                                 |                                 |                                         |                                         |                                         |                                         |                                                  |                                                  |                                                  |                                                  |                                                  |                                                  |                                          |                                          |                                             |                                             |                                             |                                             |                                             |                                             |                                             |                                             |                                             |                                             |                                       |                                       |                                        |                                        |                                        |                                        |                                        |                                        |                            |                            |                            |                            |  |  |                                     |                                     |                                     |                                     |                                     |                                     |
|                                              |                                              |                                              |                                              |                                              |                                              |                                   |                                   | Leopold Hrubý a Schwanenheim 1740–1809   | Leopold Hrubý a Schwanenheim 1740–1809   | Leopold Hrubý a Schwanenheim 1740–1809   | Leopold Hrubý a Schwanenheim 1740–1809   | Leopold Hrubý a Schwanenheim 1740–1809    | Leopold Hrubý a Schwanenheim 1740–1809    |                                           |                                           | Josefa z Bachmannu 1755–1817                | Josefa z Bachmannu 1755–1817                | Josefa z Bachmannu 1755–1817                | Josefa z Bachmannu 1755–1817                | Josefa z Bachmannu 1755–1817                              | Josefa z Bachmannu 1755–1817                              |                                                           |                                                           |                                                           |                                                           |                                 |                                 |                                         |                                         |                                         |                                         |                                                  |                                                  |                                                  |                                                  |                                                  |                                                  |                                          |                                          |                                             |                                             |                                             |                                             |                                             |                                             |                                             |                                             |                                             |                                             |                                       |                                       |                                        |                                        |                                        |                                        |                                        |                                        |                            |                            |                            |                            |  |  |                                     |                                     |                                     |                                     |                                     |                                     |
|                                              |                                              |                                              |                                              |                                              |                                              |                                   |                                   |                                          |                                          |                                          |                                          |                                           |                                           |                                           |                                           |                                             |                                             |                                             |                                             |                                                           |                                                           |                                                           |                                                           |                                                           |                                                           |                                 |                                 |                                         |                                         |                                         |                                         |                                                  |                                                  |                                                  |                                                  |                                                  |                                                  |                                          |                                          |                                             |                                             |                                             |                                             |                                             |                                             |                                             |                                             |                                             |                                             |                                       |                                       |                                        |                                        |                                        |                                        |                                        |                                        |                            |                            |                            |                            |  |  |                                     |                                     |                                     |                                     |                                     |                                     |
|                                              |                                              |                                              |                                              |                                              |                                              |                                   |                                   |                                          |                                          |                                          |                                          |                                           |                                           |                                           |                                           |                                             |                                             |                                             |                                             |                                                           |                                                           |                                                           |                                                           |                                                           |                                                           |                                 |                                 |                                         |                                         |                                         |                                         |                                                  |                                                  |                                                  |                                                  |                                                  |                                                  |                                          |                                          |                                             |                                             |                                             |                                             |                                             |                                             |                                             |                                             |                                             |                                             |                                       |                                       |                                        |                                        |                                        |                                        |                                        |                                        |                            |                            |                            |                            |  |  |                                     |                                     |                                     |                                     |                                     |                                     |
|                                              |                                              |                                              |                                              |                                              |                                              |                                   |                                   |                                          |                                          |                                          |                                          | 1. Josef Richard Hrubý z Gelenj 1776–1860 | 1. Josef Richard Hrubý z Gelenj 1776–1860 | 1. Josef Richard Hrubý z Gelenj 1776–1860 | 1. Josef Richard Hrubý z Gelenj 1776–1860 | 1. Josef Richard Hrubý z Gelenj 1776–1860   | 1. Josef Richard Hrubý z Gelenj 1776–1860   |                                             |                                             | 3. Karolína Augusta z Witzingerode a Adelsbornu 1798–1883 | 3. Karolína Augusta z Witzingerode a Adelsbornu 1798–1883 | 3. Karolína Augusta z Witzingerode a Adelsbornu 1798–1883 | 3. Karolína Augusta z Witzingerode a Adelsbornu 1798–1883 | 3. Karolína Augusta z Witzingerode a Adelsbornu 1798–1883 | 3. Karolína Augusta z Witzingerode a Adelsbornu 1798–1883 |                                 |                                 |                                         |                                         |                                         |                                         | Karel Eduard Hrubý z Gelenj 1778–1838            | Karel Eduard Hrubý z Gelenj 1778–1838            | Karel Eduard Hrubý z Gelenj 1778–1838            | Karel Eduard Hrubý z Gelenj 1778–1838            | Karel Eduard Hrubý z Gelenj 1778–1838            | Karel Eduard Hrubý z Gelenj 1778–1838            |                                          |                                          | Amálie z Hohenfelsu 1789–1863               | Amálie z Hohenfelsu 1789–1863               | Amálie z Hohenfelsu 1789–1863               | Amálie z Hohenfelsu 1789–1863               | Amálie z Hohenfelsu 1789–1863               | Amálie z Hohenfelsu 1789–1863               |                                             |                                             |                                             |                                             |                                       |                                       |                                        |                                        |                                        |                                        |                                        |                                        |                            |                            |                            |                            |  |  |                                     |                                     |                                     |                                     |                                     |                                     |
|                                              |                                              |                                              |                                              |                                              |                                              |                                   |                                   |                                          |                                          |                                          |                                          | 1. Josef Richard Hrubý z Gelenj 1776–1860 | 1. Josef Richard Hrubý z Gelenj 1776–1860 | 1. Josef Richard Hrubý z Gelenj 1776–1860 | 1. Josef Richard Hrubý z Gelenj 1776–1860 | 1. Josef Richard Hrubý z Gelenj 1776–1860   | 1. Josef Richard Hrubý z Gelenj 1776–1860   |                                             |                                             | 3. Karolína Augusta z Witzingerode a Adelsbornu 1798–1883 | 3. Karolína Augusta z Witzingerode a Adelsbornu 1798–1883 | 3. Karolína Augusta z Witzingerode a Adelsbornu 1798–1883 | 3. Karolína Augusta z Witzingerode a Adelsbornu 1798–1883 | 3. Karolína Augusta z Witzingerode a Adelsbornu 1798–1883 | 3. Karolína Augusta z Witzingerode a Adelsbornu 1798–1883 |                                 |                                 |                                         |                                         |                                         |                                         | Karel Eduard Hrubý z Gelenj 1778–1838            | Karel Eduard Hrubý z Gelenj 1778–1838            | Karel Eduard Hrubý z Gelenj 1778–1838            | Karel Eduard Hrubý z Gelenj 1778–1838            | Karel Eduard Hrubý z Gelenj 1778–1838            | Karel Eduard Hrubý z Gelenj 1778–1838            |                                          |                                          | Amálie z Hohenfelsu 1789–1863               | Amálie z Hohenfelsu 1789–1863               | Amálie z Hohenfelsu 1789–1863               | Amálie z Hohenfelsu 1789–1863               | Amálie z Hohenfelsu 1789–1863               | Amálie z Hohenfelsu 1789–1863               |                                             |                                             |                                             |                                             |                                       |                                       |                                        |                                        |                                        |                                        |                                        |                                        |                            |                            |                            |                            |  |  |                                     |                                     |                                     |                                     |                                     |                                     |
|                                              |                                              |                                              |                                              |                                              |                                              |                                   |                                   |                                          |                                          |                                          |                                          |                                           |                                           |                                           |                                           |                                             |                                             |                                             |                                             |                                                           |                                                           |                                                           |                                                           |                                                           |                                                           |                                 |                                 |                                         |                                         |                                         |                                         |                                                  |                                                  |                                                  |                                                  |                                                  |                                                  |                                          |                                          |                                             |                                             |                                             |                                             |                                             |                                             |                                             |                                             |                                             |                                             |                                       |                                       |                                        |                                        |                                        |                                        |                                        |                                        |                            |                            |                            |                            |  |  |                                     |                                     |                                     |                                     |                                     |                                     |
|                                              |                                              |                                              |                                              |                                              |                                              |                                   |                                   |                                          |                                          |                                          |                                          |                                           |                                           |                                           |                                           |                                             |                                             |                                             |                                             |                                                           |                                                           |                                                           |                                                           |                                                           |                                                           |                                 |                                 |                                         |                                         |                                         |                                         |                                                  |                                                  |                                                  |                                                  |                                                  |                                                  |                                          |                                          |                                             |                                             |                                             |                                             |                                             |                                             |                                             |                                             |                                             |                                             |                                       |                                       |                                        |                                        |                                        |                                        |                                        |                                        |                            |                            |                            |                            |  |  |                                     |                                     |                                     |                                     |                                     |                                     |
| 4. Theodor (Bohdan) Hrubý z Gelenj 1826–1914 | 4. Theodor (Bohdan) Hrubý z Gelenj 1826–1914 | 4. Theodor (Bohdan) Hrubý z Gelenj 1826–1914 | 4. Theodor (Bohdan) Hrubý z Gelenj 1826–1914 | 4. Theodor (Bohdan) Hrubý z Gelenj 1826–1914 | 4. Theodor (Bohdan) Hrubý z Gelenj 1826–1914 |                                   |                                   | 7. Karolína z Ledebur-Wichelnu 1839–1930 | 7. Karolína z Ledebur-Wichelnu 1839–1930 | 7. Karolína z Ledebur-Wichelnu 1839–1930 | 7. Karolína z Ledebur-Wichelnu 1839–1930 | 7. Karolína z Ledebur-Wichelnu 1839–1930  | 7. Karolína z Ledebur-Wichelnu 1839–1930  |                                           |                                           |                                             |                                             |                                             |                                             | 2. Otakar Hrubý z Gelenj 1836–1862                        | 2. Otakar Hrubý z Gelenj 1836–1862                        | 2. Otakar Hrubý z Gelenj 1836–1862                        | 2. Otakar Hrubý z Gelenj 1836–1862                        | 2. Otakar Hrubý z Gelenj 1836–1862                        | 2. Otakar Hrubý z Gelenj 1836–1862                        |                                 |                                 |                                         |                                         |                                         |                                         | II. 6. Marie Stillfriedová z Rathenitz 1845–1929 | II. 6. Marie Stillfriedová z Rathenitz 1845–1929 | II. 6. Marie Stillfriedová z Rathenitz 1845–1929 | II. 6. Marie Stillfriedová z Rathenitz 1845–1929 | II. 6. Marie Stillfriedová z Rathenitz 1845–1929 | II. 6. Marie Stillfriedová z Rathenitz 1845–1929 |                                          |                                          | Jaromír Zikmund Bukuwka z Bukuwky 1845–1936 | Jaromír Zikmund Bukuwka z Bukuwky 1845–1936 | Jaromír Zikmund Bukuwka z Bukuwky 1845–1936 | Jaromír Zikmund Bukuwka z Bukuwky 1845–1936 | Jaromír Zikmund Bukuwka z Bukuwky 1845–1936 | Jaromír Zikmund Bukuwka z Bukuwky 1845–1936 |                                             |                                             | I. Natálie Angelika Bianchi 1850–1879       | I. Natálie Angelika Bianchi 1850–1879       | I. Natálie Angelika Bianchi 1850–1879 | I. Natálie Angelika Bianchi 1850–1879 | I. Natálie Angelika Bianchi 1850–1879  | I. Natálie Angelika Bianchi 1850–1879  |                                        |                                        |                                        |                                        |                            |                            |                            |                            |  |  |                                     |                                     |                                     |                                     |                                     |                                     |
| 4. Theodor (Bohdan) Hrubý z Gelenj 1826–1914 | 4. Theodor (Bohdan) Hrubý z Gelenj 1826–1914 | 4. Theodor (Bohdan) Hrubý z Gelenj 1826–1914 | 4. Theodor (Bohdan) Hrubý z Gelenj 1826–1914 | 4. Theodor (Bohdan) Hrubý z Gelenj 1826–1914 | 4. Theodor (Bohdan) Hrubý z Gelenj 1826–1914 |                                   |                                   | 7. Karolína z Ledebur-Wichelnu 1839–1930 | 7. Karolína z Ledebur-Wichelnu 1839–1930 | 7. Karolína z Ledebur-Wichelnu 1839–1930 | 7. Karolína z Ledebur-Wichelnu 1839–1930 | 7. Karolína z Ledebur-Wichelnu 1839–1930  | 7. Karolína z Ledebur-Wichelnu 1839–1930  |                                           |                                           |                                             |                                             |                                             |                                             | 2. Otakar Hrubý z Gelenj 1836–1862                        | 2. Otakar Hrubý z Gelenj 1836–1862                        | 2. Otakar Hrubý z Gelenj 1836–1862                        | 2. Otakar Hrubý z Gelenj 1836–1862                        | 2. Otakar Hrubý z Gelenj 1836–1862                        | 2. Otakar Hrubý z Gelenj 1836–1862                        |                                 |                                 |                                         |                                         |                                         |                                         | II. 6. Marie Stillfriedová z Rathenitz 1845–1929 | II. 6. Marie Stillfriedová z Rathenitz 1845–1929 | II. 6. Marie Stillfriedová z Rathenitz 1845–1929 | II. 6. Marie Stillfriedová z Rathenitz 1845–1929 | II. 6. Marie Stillfriedová z Rathenitz 1845–1929 | II. 6. Marie Stillfriedová z Rathenitz 1845–1929 |                                          |                                          | Jaromír Zikmund Bukuwka z Bukuwky 1845–1936 | Jaromír Zikmund Bukuwka z Bukuwky 1845–1936 | Jaromír Zikmund Bukuwka z Bukuwky 1845–1936 | Jaromír Zikmund Bukuwka z Bukuwky 1845–1936 | Jaromír Zikmund Bukuwka z Bukuwky 1845–1936 | Jaromír Zikmund Bukuwka z Bukuwky 1845–1936 |                                             |                                             | I. Natálie Angelika Bianchi 1850–1879       | I. Natálie Angelika Bianchi 1850–1879       | I. Natálie Angelika Bianchi 1850–1879 | I. Natálie Angelika Bianchi 1850–1879 | I. Natálie Angelika Bianchi 1850–1879  | I. Natálie Angelika Bianchi 1850–1879  |                                        |                                        |                                        |                                        |                            |                            |                            |                            |  |  |                                     |                                     |                                     |                                     |                                     |                                     |
|                                              |                                              |                                              |                                              |                                              |                                              |                                   |                                   |                                          |                                          |                                          |                                          |                                           |                                           |                                           |                                           |                                             |                                             |                                             |                                             |                                                           |                                                           |                                                           |                                                           |                                                           |                                                           |                                 |                                 |                                         |                                         |                                         |                                         |                                                  |                                                  |                                                  |                                                  |                                                  |                                                  |                                          |                                          |                                             |                                             |                                             |                                             |                                             |                                             |                                             |                                             |                                             |                                             |                                       |                                       |                                        |                                        |                                        |                                        |                                        |                                        |                            |                            |                            |                            |  |  |                                     |                                     |                                     |                                     |                                     |                                     |
|                                              |                                              |                                              |                                              |                                              |                                              |                                   |                                   |                                          |                                          |                                          |                                          |                                           |                                           |                                           |                                           |                                             |                                             |                                             |                                             |                                                           |                                                           |                                                           |                                                           |                                                           |                                                           |                                 |                                 |                                         |                                         |                                         |                                         |                                                  |                                                  |                                                  |                                                  |                                                  |                                                  |                                          |                                          |                                             |                                             |                                             |                                             |                                             |                                             |                                             |                                             |                                             |                                             |                                       |                                       |                                        |                                        |                                        |                                        |                                        |                                        |                            |                            |                            |                            |  |  |                                     |                                     |                                     |                                     |                                     |                                     |
|                                              |                                              |                                              |                                              | 5. Adolf Hrubý z Gelenj 1864–1925            | 5. Adolf Hrubý z Gelenj 1864–1925            | 5. Adolf Hrubý z Gelenj 1864–1925 | 5. Adolf Hrubý z Gelenj 1864–1925 | 5. Adolf Hrubý z Gelenj 1864–1925        | 5. Adolf Hrubý z Gelenj 1864–1925        |                                          |                                          |                                           |                                           |                                           |                                           | 9. Johana Karolína Hrubá z Gelenj 1871–1946 | 9. Johana Karolína Hrubá z Gelenj 1871–1946 | 9. Johana Karolína Hrubá z Gelenj 1871–1946 | 9. Johana Karolína Hrubá z Gelenj 1871–1946 | 9. Johana Karolína Hrubá z Gelenj 1871–1946               | 9. Johana Karolína Hrubá z Gelenj 1871–1946               |                                                           |                                                           |                                                           |                                                           |                                 |                                 | 8. Josef Karel Hrubý z Gelenj 1866–1943 | 8. Josef Karel Hrubý z Gelenj 1866–1943 | 8. Josef Karel Hrubý z Gelenj 1866–1943 | 8. Josef Karel Hrubý z Gelenj 1866–1943 | 8. Josef Karel Hrubý z Gelenj 1866–1943          | 8. Josef Karel Hrubý z Gelenj 1866–1943          |                                                  |                                                  | 10. Karola Bukuwková z Bukuwky 1889–1952         | 10. Karola Bukuwková z Bukuwky 1889–1952         | 10. Karola Bukuwková z Bukuwky 1889–1952 | 10. Karola Bukuwková z Bukuwky 1889–1952 | 10. Karola Bukuwková z Bukuwky 1889–1952    | 10. Karola Bukuwková z Bukuwky 1889–1952    |                                             |                                             | Michael Zikmund Bukuwka z Bukuwky 1875–1953 | Michael Zikmund Bukuwka z Bukuwky 1875–1953 | Michael Zikmund Bukuwka z Bukuwky 1875–1953 | Michael Zikmund Bukuwka z Bukuwky 1875–1953 | Michael Zikmund Bukuwka z Bukuwky 1875–1953 | Michael Zikmund Bukuwka z Bukuwky 1875–1953 |                                       |                                       | Pia Kopfinger von Trebbienau 1905–1999 | Pia Kopfinger von Trebbienau 1905–1999 | Pia Kopfinger von Trebbienau 1905–1999 | Pia Kopfinger von Trebbienau 1905–1999 | Pia Kopfinger von Trebbienau 1905–1999 | Pia Kopfinger von Trebbienau 1905–1999 |                            |                            |                            |                            |  |  |                                     |                                     |                                     |                                     |                                     |                                     |
|                                              |                                              |                                              |                                              | 5. Adolf Hrubý z Gelenj 1864–1925            | 5. Adolf Hrubý z Gelenj 1864–1925            | 5. Adolf Hrubý z Gelenj 1864–1925 | 5. Adolf Hrubý z Gelenj 1864–1925 | 5. Adolf Hrubý z Gelenj 1864–1925        | 5. Adolf Hrubý z Gelenj 1864–1925        |                                          |                                          |                                           |                                           |                                           |                                           | 9. Johana Karolína Hrubá z Gelenj 1871–1946 | 9. Johana Karolína Hrubá z Gelenj 1871–1946 | 9. Johana Karolína Hrubá z Gelenj 1871–1946 | 9. Johana Karolína Hrubá z Gelenj 1871–1946 | 9. Johana Karolína Hrubá z Gelenj 1871–1946               | 9. Johana Karolína Hrubá z Gelenj 1871–1946               |                                                           |                                                           |                                                           |                                                           |                                 |                                 | 8. Josef Karel Hrubý z Gelenj 1866–1943 | 8. Josef Karel Hrubý z Gelenj 1866–1943 | 8. Josef Karel Hrubý z Gelenj 1866–1943 | 8. Josef Karel Hrubý z Gelenj 1866–1943 | 8. Josef Karel Hrubý z Gelenj 1866–1943          | 8. Josef Karel Hrubý z Gelenj 1866–1943          |                                                  |                                                  | 10. Karola Bukuwková z Bukuwky 1889–1952         | 10. Karola Bukuwková z Bukuwky 1889–1952         | 10. Karola Bukuwková z Bukuwky 1889–1952 | 10. Karola Bukuwková z Bukuwky 1889–1952 | 10. Karola Bukuwková z Bukuwky 1889–1952    | 10. Karola Bukuwková z Bukuwky 1889–1952    |                                             |                                             | Michael Zikmund Bukuwka z Bukuwky 1875–1953 | Michael Zikmund Bukuwka z Bukuwky 1875–1953 | Michael Zikmund Bukuwka z Bukuwky 1875–1953 | Michael Zikmund Bukuwka z Bukuwky 1875–1953 | Michael Zikmund Bukuwka z Bukuwky 1875–1953 | Michael Zikmund Bukuwka z Bukuwky 1875–1953 |                                       |                                       | Pia Kopfinger von Trebbienau 1905–1999 | Pia Kopfinger von Trebbienau 1905–1999 | Pia Kopfinger von Trebbienau 1905–1999 | Pia Kopfinger von Trebbienau 1905–1999 | Pia Kopfinger von Trebbienau 1905–1999 | Pia Kopfinger von Trebbienau 1905–1999 |                            |                            |                            |                            |  |  |                                     |                                     |                                     |                                     |                                     |                                     |
|                                              |                                              |                                              |                                              |                                              |                                              |                                   |                                   |                                          |                                          |                                          |                                          |                                           |                                           |                                           |                                           |                                             |                                             |                                             |                                             |                                                           |                                                           |                                                           |                                                           |                                                           |                                                           |                                 |                                 |                                         |                                         |                                         |                                         |                                                  |                                                  |                                                  |                                                  |                                                  |                                                  |                                          |                                          |                                             |                                             |                                             |                                             |                                             |                                             |                                             |                                             |                                             |                                             |                                       |                                       |                                        |                                        |                                        |                                        |                                        |                                        |                            |                            |                            |                            |  |  |                                     |                                     |                                     |                                     |                                     |                                     |
|                                              |                                              |                                              |                                              |                                              |                                              |                                   |                                   |                                          |                                          |                                          |                                          |                                           |                                           |                                           |                                           |                                             |                                             |                                             |                                             |                                                           |                                                           |                                                           |                                                           |                                                           |                                                           |                                 |                                 |                                         |                                         |                                         |                                         |                                                  |                                                  |                                                  |                                                  |                                                  |                                                  |                                          |                                          |                                             |                                             |                                             |                                             |                                             |                                             |                                             |                                             |                                             |                                             |                                       |                                       |                                        |                                        |                                        |                                        |                                        |                                        |                            |                            |                            |                            |  |  |                                     |                                     |                                     |                                     |                                     |                                     |
| 12. Jaromír Hrubý-Gelenj 1922–2012           | 12. Jaromír Hrubý-Gelenj 1922–2012           | 12. Jaromír Hrubý-Gelenj 1922–2012           | 12. Jaromír Hrubý-Gelenj 1922–2012           | 12. Jaromír Hrubý-Gelenj 1922–2012           | 12. Jaromír Hrubý-Gelenj 1922–2012           |                                   |                                   | Marie Josefa Hrubá-Gelenj 1924–1996      | Marie Josefa Hrubá-Gelenj 1924–1996      | Marie Josefa Hrubá-Gelenj 1924–1996      | Marie Josefa Hrubá-Gelenj 1924–1996      | Marie Josefa Hrubá-Gelenj 1924–1996       | Marie Josefa Hrubá-Gelenj 1924–1996       |                                           |                                           | Maxmilian Thurn-Valsassina 1910–1991        | Maxmilian Thurn-Valsassina 1910–1991        | Maxmilian Thurn-Valsassina 1910–1991        | Maxmilian Thurn-Valsassina 1910–1991        | Maxmilian Thurn-Valsassina 1910–1991                      | Maxmilian Thurn-Valsassina 1910–1991                      |                                                           |                                                           | 13. Anna Hrubá-Gelenj 1926–2023                           | 13. Anna Hrubá-Gelenj 1926–2023                           | 13. Anna Hrubá-Gelenj 1926–2023 | 13. Anna Hrubá-Gelenj 1926–2023 | 13. Anna Hrubá-Gelenj 1926–2023         | 13. Anna Hrubá-Gelenj 1926–2023         |                                         |                                         | 11. Terezie Sternbergová 1934–2012               | 11. Terezie Sternbergová 1934–2012               | 11. Terezie Sternbergová 1934–2012               | 11. Terezie Sternbergová 1934–2012               | 11. Terezie Sternbergová 1934–2012               | 11. Terezie Sternbergová 1934–2012               |                                          |                                          | 15. Bedřich Hrubý-Gelenj 1927–2024          | 15. Bedřich Hrubý-Gelenj 1927–2024          | 15. Bedřich Hrubý-Gelenj 1927–2024          | 15. Bedřich Hrubý-Gelenj 1927–2024          | 15. Bedřich Hrubý-Gelenj 1927–2024          | 15. Bedřich Hrubý-Gelenj 1927–2024          |                                             |                                             | Alžběta Hrubá-Gelenj 1929–2021              | Alžběta Hrubá-Gelenj 1929–2021              | Alžběta Hrubá-Gelenj 1929–2021        | Alžběta Hrubá-Gelenj 1929–2021        | Alžběta Hrubá-Gelenj 1929–2021         | Alžběta Hrubá-Gelenj 1929–2021         |                                        |                                        | Zdeněk Sternberg 1923–2021             | Zdeněk Sternberg 1923–2021             | Zdeněk Sternberg 1923–2021 | Zdeněk Sternberg 1923–2021 | Zdeněk Sternberg 1923–2021 | Zdeněk Sternberg 1923–2021 |  |  | 14. Karolina Hrubá-Gelenj 1931–2024 | 14. Karolina Hrubá-Gelenj 1931–2024 | 14. Karolina Hrubá-Gelenj 1931–2024 | 14. Karolina Hrubá-Gelenj 1931–2024 | 14. Karolina Hrubá-Gelenj 1931–2024 | 14. Karolina Hrubá-Gelenj 1931–2024 |
| 12. Jaromír Hrubý-Gelenj 1922–2012           | 12. Jaromír Hrubý-Gelenj 1922–2012           | 12. Jaromír Hrubý-Gelenj 1922–2012           | 12. Jaromír Hrubý-Gelenj 1922–2012           | 12. Jaromír Hrubý-Gelenj 1922–2012           | 12. Jaromír Hrubý-Gelenj 1922–2012           |                                   |                                   | Marie Josefa Hrubá-Gelenj 1924–1996      | Marie Josefa Hrubá-Gelenj 1924–1996      | Marie Josefa Hrubá-Gelenj 1924–1996      | Marie Josefa Hrubá-Gelenj 1924–1996      | Marie Josefa Hrubá-Gelenj 1924–1996       | Marie Josefa Hrubá-Gelenj 1924–1996       |                                           |                                           | Maxmilian Thurn-Valsassina 1910–1991        | Maxmilian Thurn-Valsassina 1910–1991        | Maxmilian Thurn-Valsassina 1910–1991        | Maxmilian Thurn-Valsassina 1910–1991        | Maxmilian Thurn-Valsassina 1910–1991                      | Maxmilian Thurn-Valsassina 1910–1991                      |                                                           |                                                           | 13. Anna Hrubá-Gelenj 1926–2023                           | 13. Anna Hrubá-Gelenj 1926–2023                           | 13. Anna Hrubá-Gelenj 1926–2023 | 13. Anna Hrubá-Gelenj 1926–2023 | 13. Anna Hrubá-Gelenj 1926–2023         | 13. Anna Hrubá-Gelenj 1926–2023         |                                         |                                         | 11. Terezie Sternbergová 1934–2012               | 11. Terezie Sternbergová 1934–2012               | 11. Terezie Sternbergová 1934–2012               | 11. Terezie Sternbergová 1934–2012               | 11. Terezie Sternbergová 1934–2012               | 11. Terezie Sternbergová 1934–2012               |                                          |                                          | 15. Bedřich Hrubý-Gelenj 1927–2024          | 15. Bedřich Hrubý-Gelenj 1927–2024          | 15. Bedřich Hrubý-Gelenj 1927–2024          | 15. Bedřich Hrubý-Gelenj 1927–2024          | 15. Bedřich Hrubý-Gelenj 1927–2024          | 15. Bedřich Hrubý-Gelenj 1927–2024          |                                             |                                             | Alžběta Hrubá-Gelenj 1929–2021              | Alžběta Hrubá-Gelenj 1929–2021              | Alžběta Hrubá-Gelenj 1929–2021        | Alžběta Hrubá-Gelenj 1929–2021        | Alžběta Hrubá-Gelenj 1929–2021         | Alžběta Hrubá-Gelenj 1929–2021         |                                        |                                        | Zdeněk Sternberg 1923–2021             | Zdeněk Sternberg 1923–2021             | Zdeněk Sternberg 1923–2021 | Zdeněk Sternberg 1923–2021 | Zdeněk Sternberg 1923–2021 | Zdeněk Sternberg 1923–2021 |  |  | 14. Karolina Hrubá-Gelenj 1931–2024 | 14. Karolina Hrubá-Gelenj 1931–2024 | 14. Karolina Hrubá-Gelenj 1931–2024 | 14. Karolina Hrubá-Gelenj 1931–2024 | 14. Karolina Hrubá-Gelenj 1931–2024 | 14. Karolina Hrubá-Gelenj 1931–2024 |